# Djävulsstjärnan
Djävulsstjärnan (originaltitel: Marekors) är en roman från 2003 av den norske författaren Jo Nesbø och den femte boken i Harry Hole-serien. Romanen utkom 2004 i svensk översättning av Per Olaisen på Forum bokförlag. På norska utkom romanen på förlaget Aschehoug.

## Handling
En bestialisk mördare slår till mitt i värmeböljan i Oslo. Harry Hole blir tvungen att samarbeta med sin kollega Tom Waaler som har misstänkta kopplingar till undre världen.